# Ривердејл Парк (Калифорнија)
Ривердејл Парк (енгл. Riverdale Park) насељено је место без административног статуса у америчкој савезној држави Калифорнија.

## Демографија
По попису из 2010. године број становника је 1.128, што је 34 (3,1%) становника више него 2000. године.
| Група             | 2000.       | 2010.       |
| Белци             | 494 (45,2%) | 364 (32,3%) |
| Афроамериканци    | 13 (1,2%)   | 6 (0,5%)    |
| Азијати           | 1 (0,1%)    | 29 (2,6%)   |
| Хиспаноамериканци | 553 (50,5%) | 700 (62,1%) |
| Укупно            | 1.094       | 1.128       |